# Symmimetis merceri
Symmimetis merceri là một loài bướm đêm trong họ Geometridae.